# Семмі Кан
Се́ммі Кан (Самюель Кан, Sammy Cahn, уроджений Samuel Cohen Самюель Коен; *1913, Нью-Йорк — †1993) — американський пісняр — поет та музикант. Автор пісень романтичного жанру для фільмів та бродвейських мюзиклів, котрі виконувались такими зірками як Маріо Ланца, Френк Сінатра, Доріс Дей, Дін Мартін, Перрі Комо, Вік Демон та ін. Багото пісень на його тексти стали хитами, а чотири з них одержали премії американської кіноакадемії «Оскар».
Походить з сім'ї єврейських емігрантів в Галичини (тоді Польща). Народився у Нью-Йорку, де після закінчення школи був скрипалем і піаністом у водевільному оркестрі. У 1930-х організував свій танцювальний бенд, його партнером був Сол Чаплін, разом з яким Кан у 1937 році написав слова до популярної єврейської мелодії Шолома Секунди «Bei Mir Bist du schon» (1932) і вона стала бестселером у записі вокального тріо сестер Ендрюз.
Семмі Кан був також автором лібретто до постановки кількох ревю типу «Connie's Hot Chocolates» (1936) і «Cotton Club Parade» (1939), а в 1940 році уїхав в Голлівуд, де його постійними соавторами стали композитори Джюл Стайн і Джеймс Ван Хьюзен. Пізніше за свої роботи він 4 рази отримав нагороди Академії кіномистецтва.
У 1955 році Кан став музичним видавцем, в 1960-х з'явився на телебаченні у тематичних програмах, а у 1974 виступав на Бродвеї як актор. Був вибраний президентом товариства «Songwriters Hall of Fame» (1972) і був членом директорів Американського товариства композиторів, авторів і видавців. У 1974 році він написав і випустив у Нью-Йорку автобіографічну книгу «I should care», за назвою однієї з його найвідоміших пісень 1940-х років.

## Популярні сингли
- It's been a long long time[en] («Kiss me once, kiss me twice,…»)
- Be My Love[en] (разом з Миколою Бродським. — найбільш відома у виконанні Маріо Ланца в к/ф «Рибалка з Нового Орлеана»)
- Let It Snow! Let It Snow! Let It Snow! (автор музики — Стайн)

## Зноски
1. 1 2  Bibliothèque nationale de France BNF: платформа відкритих даних — 2011.
2. 1 2  Encyclopædia Britannica